# Droga krajowa B70 (Austria)
Droga krajowa B70 (Packer Straße) – droga krajowa w południowej części Austrii przebiegająca przez terytorium Styrii i Karyntii. Jednojezdniowa arteria zaczyna się na obrzeżach Grazu i kieruje się na zachód do Voitsbergu (krótki odcinek dwujezdniowy) i dalej przez Köflach dociera do Autostrady Południowej. Później Packer Straße prowadzi przez Wolfsberg i Völkermarkt, by ostatecznie zakończyć swój bieg na przedmieściach Klagenfurtu.

## Odgałęzienia
Droga krajowa B70a – droga krajowa będąca łącznikiem B70 z Autostradą A2 w rejonie miasta Wolfsberg. Ma 1,5 km długości.
Droga krajowa B70b – droga krajowa będąca łącznikiem B70 z Autostradą A2 w rejonie miasta Wolfsberg. Ma 1 km długości. 